# Tio Ellinas
Eftihios « Tio » Ellinas (en grec Ευτύχιος Έλληνας), né le 27 janvier 1992 à Larnaca, à Chypre, est un pilote automobile chypriote qui participe en 2021 au championnat de Porsche Supercup avec l’écurie Walter Lechner Racing.

## Biographie

### Débuts en sport automobile (2010-2011)
Tio Ellinas fait ses débuts en karting sur son île natale de Chypre, en 2003. Il remporte une centaine de courses et plusieurs titres dans les catégories junior, jusqu'en 2009. En 2010, il arrive sur le continent et participe au championnat de Grande-Bretagne de Formule Ford. Avec trois victoires, dont deux sur le Rockingham Motor Speedway, il termine 4e au classement.
L'année suivante, en 2011, il prend part au championnat de Grande-Bretagne de Formule Renault avec Atech Reid GP et se classe 3e du championnat, à égalité de points avec le 2e Oliver Rowland.

### Le GP3 Series et le GP2 Series, puis la Formule Renault 3.5 (2012-2015)
En 2012, Tio Ellinas accède au GP3 Series avec Marussia Manor Racing. Il monte sur ses deux seuls podiums de l'année lors de la dernière manche à Monza, où il obtient également sa première victoire. Il termine 8e du championnat. En 2012, il s'impose lors de la course d'ouverture à Barcelone et lors de la dernière course à Yas Marina, pour finir à la 4e place du championnat. Cette même année, il devient le premier chypriote à piloter une monoplace de Formule 1, pour le compte de Marussia F1 Team, d'abord lors de tests en ligne droite en compagnie du titulaire Max Chilton puis à Yas Marina pour les essais de fin de saison réservés aux jeunes. Puis, durant l'hiver, il participe au MRF Challenge et se classe 2e avec trois succès en treize courses.
En 2014, Tio Ellinas participe à quelques courses de GP2 Series avec MP Motorsport et Rapax Team, en inscrivant sept points.
Il signe en 2015 chez Strakka Racing et participe à la saison de Formula Renault 3.5 Series. Il remporte deux courses, à Silverstone et au Nürburgring, et prend la 4e place au classement. 
Manquant de budget, Tio Ellinas ne participe à aucun championnat en 2016.

### Reconversion en Porsche Carrera Cup et Porsche Supercup (depuis 2017)

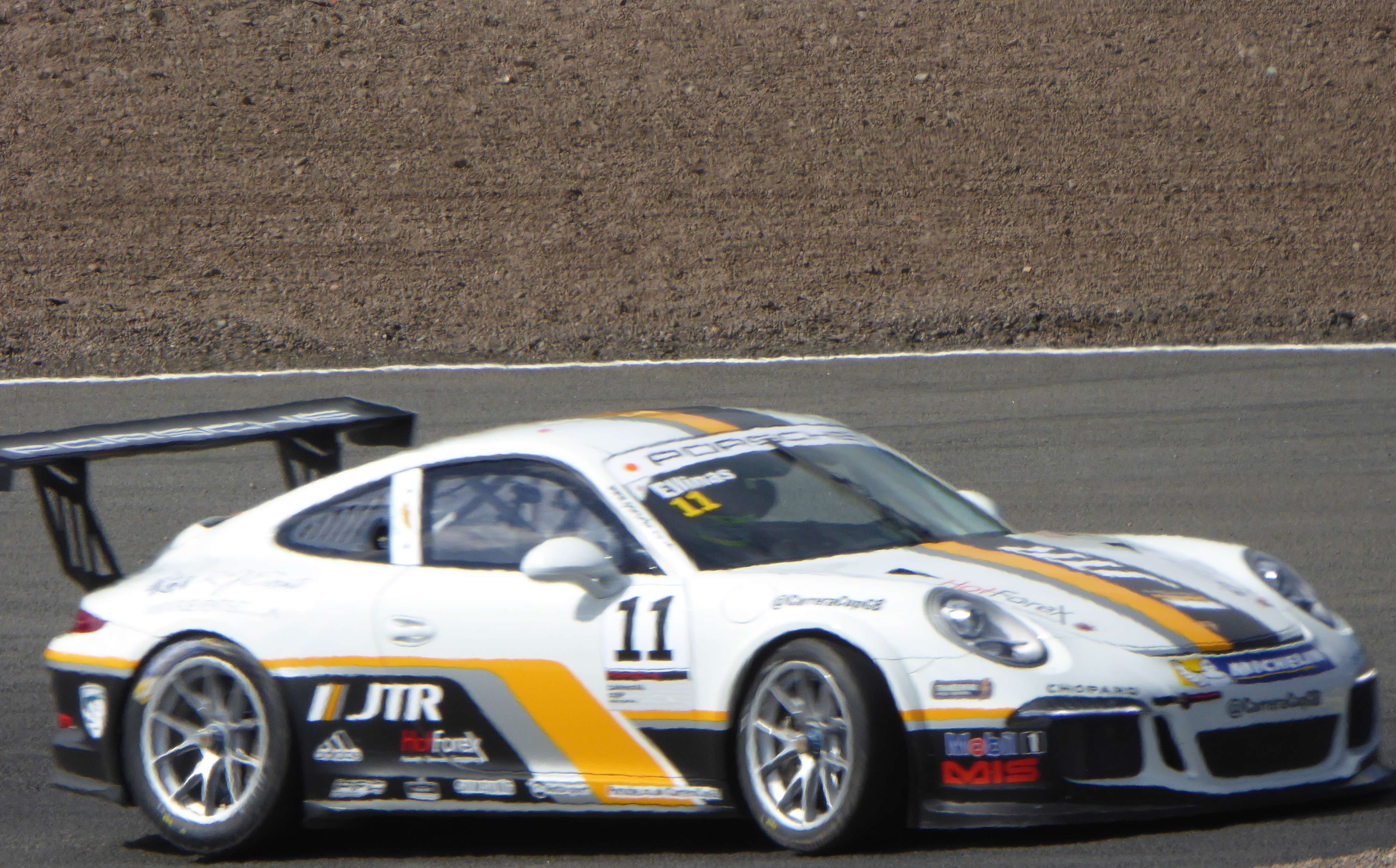
Tio Ellinas en Porsche Carrera Cup en 2017.

Après une année sans piloter, Tio Ellinas prend en 2017 le volant d'une Porsche 911 GT3 dans le cadre du championnat de Grande-Bretagne de Porsche Carrera Cup. Il termine 6e du championnat. En 2018, malgré une unique victoire obtenue à Donington Park, il monte sur le podium à treize reprises en seize courses et est sacré champion, avec deux points d'avance sur Dino Zamparelli.
En 2019, Tio Ellinas passe en Porsche Supercup. Il obtient deux podiums, à Hockenheim et à Mexico, et termine 7e pour sa première saison.
Après une année de césure, Tio Ellinas retrourne en Porsche Supercup en 2021 avec BWT Lechner Racing.

## Carrière

### Résultats en monoplace
| Saison    | Championnat                                       | Écurie                   | Courses | Victoires | Pole positions | Meilleurs tours | Podiums | Points | Classement |
| --------- | ------------------------------------------------- | ------------------------ | ------- | --------- | -------------- | --------------- | ------- | ------ | ---------- |
| 2010      | Championnat de Grande-Bretagne de Formule Ford    | JTR                      | 25      | 3         | 2              | 4               | 8       | 451    | 4e         |
| 2011      | Championnat de Grande-Bretagne de Formule Renault | Atech Reid GP            | 20      | 2         | 1              | 1               | 15      | 475    | 3e         |
| 2012      | GP3 Series                                        | Marussia Manor Racing    | 16      | 1         | 0              | 3               | 2       | 97     | 8e         |
| 2013      | GP3 Series                                        | Marussia Manor Racing    | 16      | 2         | 1              | 1               | 3       | 116    | 4e         |
| 2013–2014 | MRF Challenge Formula 2000                        | MRF Racing               | 13      | 3         | 3              | 6               | 10      | 182    | 2e         |
| 2014      | GP2 Series                                        | MP Motorsport Rapax Team | 8       | 0         | 0              | 0               | 0       | 7      | 22e        |
| 2015      | Formula Renault 3.5 Series                        | Strakka Racing           | 17      | 2         | 2              | 0               | 3       | 135    | 4e         |